# Nikias Arndt
Nikias Arndt (Buchholz in der Nordheide, 1991. november 18. –) német profi kerékpáros. Jelenleg a Bahrain Victorious csapat tagja.

## Versenyei
- Vuelta ciclista a España
- 2014-es Vuelta a España
- 2013-as Vuelta a España
- 2017-es Tour de France
- 2018-as Tour de France
- 2019-es Tour de France
- 2020-as Tour de France
- 2020 UCI World Ranking
- 2020 UCI Europe Tour
- 2019 UCI Europe Tour
- 2018 UCI Europe Tour
- UCI Europe Tour 2016
- 2012-es UCI Europe Tour
- 2010–11 UCI Europe Tour
- 2010-es UCI Europe Tour
- 2011–12 UCI America Tour
- 2019 UCI World Ranking
- 2018 UCI World Ranking
- 2017 UCI World Ranking
- 2016 UCI World Ranking
- 2018-as UCI World Tour
- UCI World Tour 2017
- UCI World Tour 2016
- UCI World Tour 2014
- UCI World Tour 2013
- férfi egyéni mezőnyverseny kerékpározás a 2020. évi nyári olimpiai játékokon
- férfi egyéni időfutam kerékpározás a 2020. évi nyári olimpiai játékokon
- 2021 UCI World Ranking
- 2021 UCI Europe Tour
- 2022 UCI World Ranking
- 2022 UCI Europe Tour
- 2023-as Tour de France
- 2023 UCI World Ranking
- 2024 UCI World Ranking